# 春木場駅
春木場駅（はるきばえき）は、岩手県岩手郡雫石町大字上野にある、東日本旅客鉄道（JR東日本）田沢湖線の駅である。

## 歴史
- 1964年（昭和39年）9月10日：日本国有鉄道橋場線雫石 - 赤渕間延伸に伴い開業[2]。旅客のみ取扱う無人駅[3]。
- 1966年（昭和41年）10月20日：路線の改編に伴い、田沢湖線の駅となる[4]。
- 1987年（昭和62年）4月1日：国鉄分割民営化により、東日本旅客鉄道（JR東日本）の駅となる[4]。
- 2018年（平成30年）4月1日：雫石駅の業務委託化に伴い、管理駅が盛岡駅に変更。
- 2024年（令和6年）10月1日：えきねっとQチケのサービスを開始[1][5]。

## 駅構造
単式ホーム1面1線を有する地上駅である。駅舎はないが、ホーム上に待合所が設置されている。
盛岡駅管理の無人駅である。

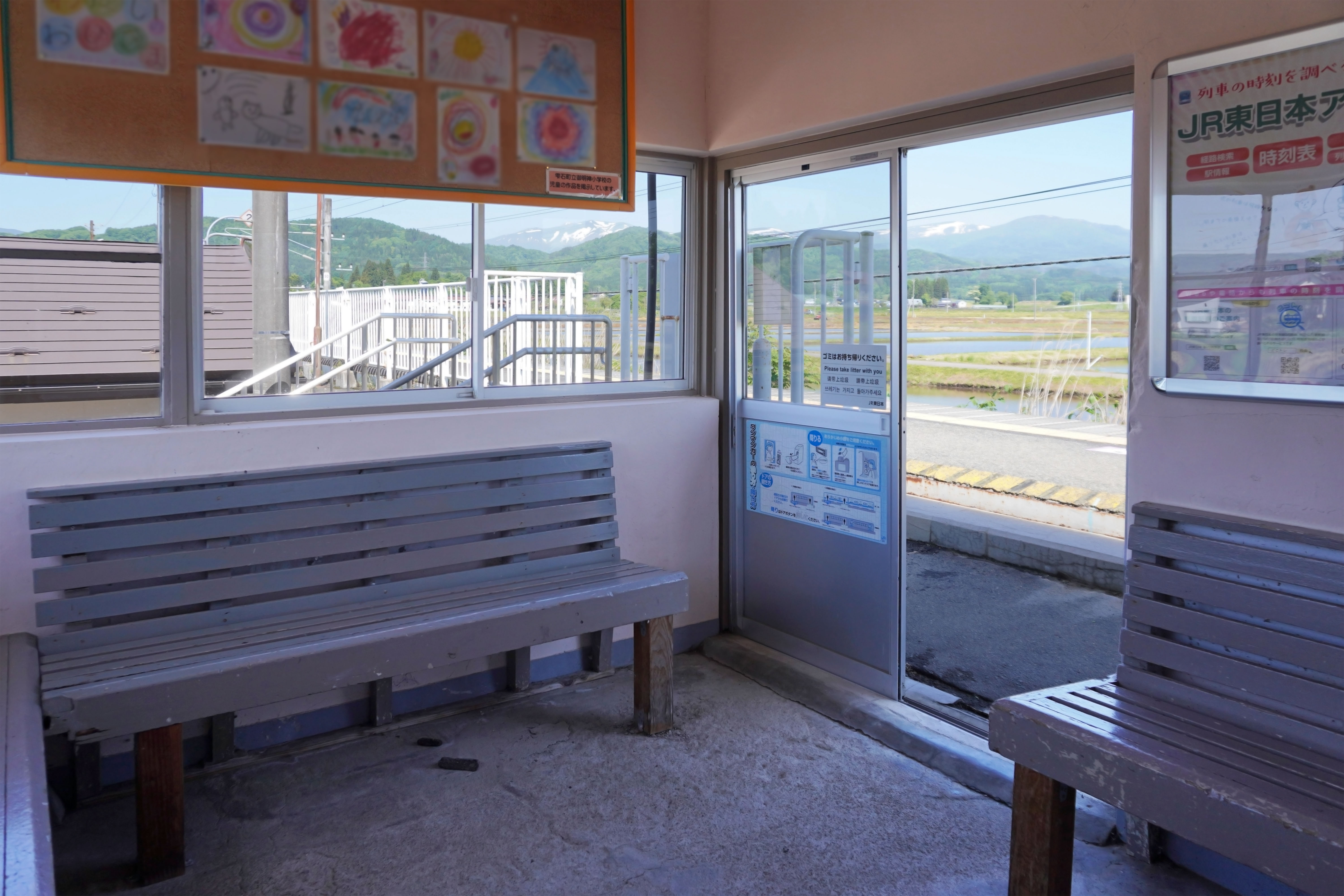
待合室（2024年5月）
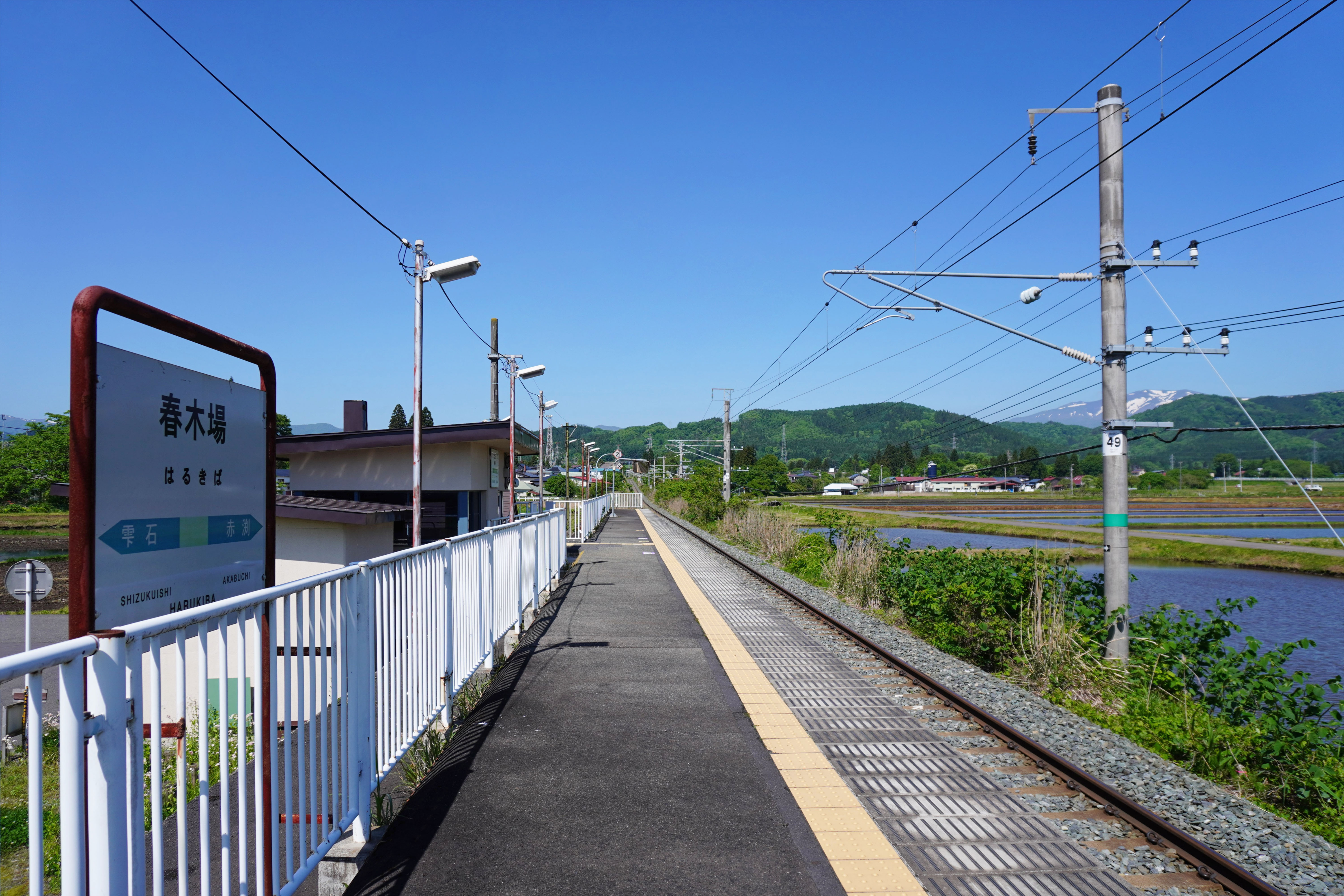
ホーム（2024年5月）

## 駅周辺
- 御明神郵便局
- 雫石町立御明神小学校
- 国道46号（雫石バイパス）

## 隣の駅
東日本旅客鉄道（JR東日本）
■田沢湖線
雫石駅 - 春木場駅 - 赤渕駅